# Тутунов, Андрей Андреевич
Андрей Андреевич Тутунов (22 января 1928, Москва, СССР — 27 июля 2022) — советский и российский живописец, мастер пейзажа.
Академик РАХ (2001; член-корреспондент 1995). Народный художник РФ (2004). Член Союза художников СССР с 1954 года, член правления Союза художников РСФСР с 1976 года.

## Биография
Родился 22 января 1928 года в Москве в семье Андрея Васильевича Тутунова (армянского происхождения) и его жены Елизаветы Николаевны Тутуновой (урождённой Сахаровой). В семье был старший брат Сергей, который тоже стал художником.
В конце 1930-х годов поступил вместе с братом в Московскую среднюю художественную школу (МСХШ, ныне Московский академический художественный лицей), где обучался сначала на скульптурном отделении, а затем — на отделении живописи. В годы Великой Отечественной войны продолжил учиться в эвакуации в Башкирии, в 1943 году школа вернулась в Москву. В 1949 году Тутунов поступил в Суриковский институт, который окончил в 1954 году.
С 1960 года преподавал в художественной студии, работал художественным руководителем в Доме творчества им. Д. Кардовского. Участвовал в художественных выставках с 1953 года. Его работы экспонировались на Всесоюзных и республиканских художественных выставках, а также на международных Биеннале в Париже и Венеции. Персональные выставки Андрея Андреевича Тутунов проходили в Москве в 1972, 1977, 1982, 1987 и 2013 годах. Картины художника находятся в Государственной Третьяковской галерее, Государственном Русском музее, художественных музеях бывшего СССР, Музее русского искусства в Миннеаполисе (США), во многих частных музеях России и за рубежом.
С начала 90-х — активный член Православной Церкви Божией Матери Державная, посвящён в сан дьякона. В творчестве превалируют религиозные мотивы.
Художник являлся автором следующих картин: «Серый день в деревне» (2003), «Провинция; Крестцы» (2004), «Озеро весной» (2002), «Цветущий май на озере» (2002), «Лесной Прудик» (2001). Более раннему периоду творчества Тутунова принадлежат картины: «Весенний ручей» (1956), «Мостик» (1959).
Тутунов внёс значительный вклад в развитие пейзажной живописи. Эксперты отмечают его не имеющую аналогов в советском и российском искусстве уникальную технику крупного мазка, которая ярко проявилась в произведениях 2000—2004 годов.
Концептуально Тутунов обогатил линию традиционного реализма восприятия природы, созданную такими великими мастерами, как Коровин, Серов, Жуковский, Крымов, Бакшеев.
В 2002 году Андрей Андреевич сказал в интервью: «Художник должен в своих произведениях не только познавать действительность, но и славить Творца во всём многообразии мира и природы, им сотворённых. Природа-это алтарь Бога». В начале 2000-х годов Тутунов сделал в своём творчестве качественный шаг вперёд в художественном восприятии природы. Он перешёл от традиционного вдохновенно-поэтического пейзажа к единому восприятию природы и Бога как неразрывного целого. Итогом этой работы стало создание Тутуновым авторской коллекции «Благословения природы». Своей любимой картиной Тутунов называл выполненный в стиле Васнецова холст 2002 года «Тихая зима».
Скончался А. А. Тутунов 27 июля 2022 года. Скончался 27 июля 2022 года. Похоронен на кладбище в селе Турово Серпуховского района Московской области.

## Награды и звания
- Народный художник РФ (2004).
- Заслуженный художник РСФСР (1976).
- Член-корреспондент (1995) и действительный член (2001) Российской Академии Художеств.
- Удостоен премий МОСХ и Московского комитета ВЛКСМ (1957), а также диплома Совета Министров РСФСР (1977).
- Награждён серебряной медалью (1984) и золотой медалью (2001) Российской Академии Художеств.